# Cezary Kosiński
Cezary Kosiński est un acteur polonais, né le 8 avril 1973 à Bielsk Podlaski, en Pologne.

## Filmographie
- 1999 :  Pan Tadeusz - Quand Napoléon traversait le Niémen : Bartłomiej Dobrzyński
- 1999 :  Dług : Tadeusz
- 1999 :  Fuks : garçon d'hôtel
- 1999-aujourd'hui : Na dobre i na złe (série télévisée) : docteur Jacek Mejer (chirurgien)
- 2001 :  Pieniądze to nie wszystko : Gołąbek
- 2001 :  Sieć : Cezary Skowronek
- 2002 :  Superprodukcja : fils de Czesław
- 2002 :  Kariera Nikosia Dyzmy : instructeur auto-école
- 2002 :  Himilsbach - Prawdy, bujdy, czarne dziury : Jaś
- 2002 :  Le Pianiste : Lednicki
- 2003 :  Ciało : Cezar
- 2004 :  Nigdy w życiu! : Krzysztof
- 2005 :  Pogromczynie mitów
- 2006 :  Opowieści galicyjskie
- 2007 :  Testosteron : Janis
- 2009 :  39 i pół : Abażur
- 2009 :  Zero : un ouvrier
- 2010-2011 : Licencja na wychowanie (série télévisée) : Paweł Leszczyński
- 2010 :  Projekt dziecko, czyli ojciec potrzebny od zaraz : Marian
- 2011 :  Jak się pozbyć cellulitu : Jerzy/Jerry
- 2012 :  Wałęsa : Majchrzak
- 2014 :  Bogowie : Roman Włodarski
- 2016 : Je suis un tueur (Jestem mordercą)